# Josef Schneider
Josef Schneider   (valor desconegut, 5 de març de 1891 - Thun, maig 1966) fou un remador suís que va competir durant la dècada de 1920.
El 1924 va prendre part en els Jocs Olímpics de París, on va guanyar la medalla de bronze en la prova de scull individual del programa de rem.